# هوراس تیبر
هوراس تیبر (به انگلیسی: Horace Tabor) سناتور سابق عضو حزب جمهوری‌خواه ایالات متحده آمریکا بود. وی در سال 1883 میلادی سناتور ایالت کلرادو در سنای ایالات متحده آمریکا بود.